# Rae Berger
Rae Berger (26 de marzo de 1877 – 9 de noviembre de 1931) fue un actor y director cinematográfico de nacionalidad estadounidense, activo en la época del cine mudo. 
Nacido y fallecido en Ohio, en la Universidad Duke forma parte, erróneamente, de una lista de las "Mujeres Pioneras del Cine ".

## Selección de su filmografía

### Director
- Danger Within (1918)
- The Magic Eye (1918)
- The Valley of Decision (1916)
- Bluff (1916)
- The Voice of Love (1916)
- The Three Pals (1916)
- A Million for Mary (1916)
- Purity (1916)
- The Overcoat (1916)

### Actor
- The Craving (1916)
- The First Quarrel (1916)
- Author! Author! (1915)
- Two Hearts and a Thief (1915)
- Johnny the Barber (1915)
- An Auto-Bungalow Fracas (1915)
- Mother's Busy Week (1915)
- Love, Mumps and Bumps (1915)
- Incognito (1915)